# Brotia solemiana
Brotia solemiana е вид охлюв от семейство Pachychilidae. Видът е уязвим и сериозно застрашен от изчезване.

## Разпространение и местообитание
Разпространен е в Тайланд.
Обитава сладководни басейни и реки.